# أمريكا الإنجليزية

أمريكا الإنجليزية تعبير يُستعمل لوصف منطقة في الأمريكتين التي تعتبر فيها الإنجليزية لغة رئيسية، أَو التي لديها روابط لغوية أو عرقية أو تأريخية أو ثقافية مع إنجلترا والمملكة المتحدة عُموماً. على عكس أمريكا اللاتينية حيث اللغات الرومانسية (برتغالية وإسبانية وفرنسية) هي السائدة فيها.

## الامتداد الجغرافي
يستخدم مصطلح «أمريكا الإنجليزية» في أكثر الأحيان للإشارة إلى كندا والولايات المتحدة على وجه الخصوص وهما أكبر بلدين ناطقين بالإنحليزية من حيث عدد السكان في أمريكا الشمالية. أمَّا بالنسبة للمناطق الأخرى والتي تشكّل منطقة الكاريبي الناطقة بالإنجليزية فتشتمل على أقاليم ما كان يُعرف سابقاً بالهند الغربية البريطانية، بالإضافة إلى بليز وبرمودا وغيانا.
غالباً ما يتم تضمين إقليميّن بارزيّن لا يتحدث غالبية سكانهما الإنجليزية في منطقة أمريكا الإنجليزية لأسباب لغوية، فأحياناً تعتبر مقاطعة كيبيك الكندية ومنطقة أكاديا الواقعة في مقاطعة نيو برونزويك وجزء من مقاطعة كوتشران جزءاً من أمريكا الإنجليزية لأسباب ثقافية واقتصادية وجغرافية وتاريخية وسياسية. وبالمثل، تعد بورتوريكو الناطقة بالإسبانية جزءاً من أمريكا الإنجليزية بسبب تبعيتها الإدارية للولايات المتحدة. وبالعكس، فإن كل من سينت أوستاتيوس وسينت مارتن وسابا لا تعتبر إجمالاً جزءاً من أمريكا الإنجليزية على الرغم من وجود غالبية سكانية ناطقة بالإنجليزية فيها، وذلك فيها بسبب حالتها الخاصة كدول تأسيسية أو هيئات عامة مُشكِّلة لمملكة هولندا.
| البلد/الإقليم                            | عدد السكان  | المساحة                              | الكثافة السكانية         |
| ---------------------------------------- | ----------- | ------------------------------------ | ------------------------ |
| أنغويلا (المملكة المتحدة)                | 14,764      | 91 كـم2 (35 ميل2)                    | 162.2/كم2 (420/ميل2)     |
| أنتيغوا وباربودا                         | 86,754      | 442.6 كـم2 (170.9 ميل2)              | 196.0/كم2 (508/ميل2)     |
| باهاماس                                  | 310,426     | 10,010 كـم2 (3,860 ميل2)             | 31.0/كم2 (80/ميل2)       |
| باربادوس                                 | 285,653     | 430 كـم2 (170 ميل2)                  | 664.3/كم2 (1,721/ميل2)   |
| بليز                                     | 314,522     | 22,806 كـم2 (8,805 ميل2)             | 13.9/كم2 (36/ميل2)       |
| برمودا (المملكة المتحدة)                 | 68,268      | 54 كـم2 (21 ميل2)                    | 1,264.2/كم2 (3,274/ميل2) |
| جزر العذراء البريطانية (المملكة المتحدة) | 24,939      | 151 كـم2 (58 ميل2)                   | 165.2/كم2 (428/ميل2)     |
| كندا                                     | 34,255,000  | 9,984,670 كـم2 (3,855,100 ميل2)      | 3.7/كم2 (9.6/ميل2)       |
| جزر كايمان (المملكة المتحدة)             | 50,209      | 264 كـم2 (102 ميل2)                  | 198.2/كم2 (513/ميل2)     |
| دومينيكا                                 | 72,813      | 751 كـم2 (290 ميل2)                  | 97.0/كم2 (251/ميل2)      |
| جزر كايمان (المملكة المتحدة)             | 3,140       | 12,173 كـم2 (4,700 ميل2)             | 0.3/كم2 (0.78/ميل2)      |
| غرينادا                                  | 107,818     | 344 كـم2 (133 ميل2)                  | 313.4/كم2 (812/ميل2)     |
| غيانا                                    | 748,486     | 196,849 كـم2 (76,004 ميل2)           | 3.8/كم2 (9.8/ميل2)       |
| جامايكا                                  | 2,847,232   | 10,831 كـم2 (4,182 ميل2)             | 262.9/كم2 (681/ميل2)     |
| مونتسرات (المملكة المتحدة)               | 5,118       | 102 كـم2 (39 ميل2)                   | 50.2/كم2 (130/ميل2)      |
| بورتوريكو (الولايات المتحدة)             | 3,725,789   | 9,104 كـم2 (3,515 ميل2)              | 409.2/كم2 (1,060/ميل2)   |
| سانت كيتس ونيفيس                         | 49,898      | 261 كـم2 (101 ميل2)                  | 191.2/كم2 (495/ميل2)     |
| سانت لوسيا                               | 160,922     | 606 كـم2 (234 ميل2)                  | 265.5/كم2 (688/ميل2)     |
| سانت فينسنت والغرينادين                  | 104,217     | 389 كـم2 (150 ميل2)                  | 267.9/كم2 (694/ميل2)     |
| ترينيداد وتوباغو                         | 1,228,691   | 5,128 كـم2 (1,980 ميل2)              | 239.6/كم2 (621/ميل2)     |
| جزر توركس وكايكوس (المملكة المتحدة)      | 23,528      | 430 كـم2 (170 ميل2)                  | 104/كم2 (270/ميل2)       |
| الولايات المتحدة                         | 310,232,863 | 9,161,966 كـم2 (3,537,455 ميل2)      | 33.9/كم2 (88/ميل2)       |
| جزر العذراء الأمريكية (الولايات المتحدة) | 109,775     | 346 كـم2 (134 ميل2)                  | 317.3/كم2 (822/ميل2)     |
| المجموع                                  | 354,830,825 | 19,418,198.6 كـم2 (7,497,408.4 ميل2) | 18.3/كم2 (47/ميل2)       |